# شهرستان جکسون (کنتاکی)
شهرستان جکسون، کنتاکی (به انگلیسی: Jackson County, Kentucky) یک سکونتگاه مسکونی در ایالات متحده آمریکا است که در کنتاکی واقع شده‌است.